# Construcionismo social
O construcionismo social, também referido como construção social da realidade, é uma teoria nas ciências sociais, segundo a qual aspectos da realidade social, incluindo conceitos, crenças, normas e valores, são produto de interações contínuas e negociações entre membros dentro de uma sociedade. Esta teoria sugere que a realidade social não é determidada, mas sim moldada pelas histórias, crenças e ideias que circulam na sociedade. Assim, indivíduos não são espectadores, mais participantes e moldadores ativos da realidade externa, cujas ações e comportamentos são influenciados por uma matriz social invisível.
A informação, portanto, nem sempre busca representar fielmente a realidade, mas serve para conectar pessoas e criar novos "nexos" sociais.
Isso sugere que conceitos como gênero, religião e até mesmo as nações podem ser entendidos como "redes de ficções consensuais", que fornecem coesão e possibilitam ações conjuntas, ainda que não correspondam, necessariamente, a uma verdade objetiva.
Através do diálogo e da interação, as pessoas tecem uma tapeçaria de realidades e narrativas individuais  que, ao se entrelaçarem, formam uma constructo social. Nesse processo, as percepções individuais influenciam e são influenciadas pelo ambiente social, destacando a interdependência entre os processos sociais e a construção da realidade individual e coletiva. Essa teoria não apenas desvenda o poder da sociedade em moldar a percepção de seus membros, mas também celebra a capacidade humana de recriar continuamente o mundo ao seu redor.
A importância de examinar narrativas criadas pelo construcionismo social é ilustrada na transformação do modo pelo qual eventos históricos são interpretados e comemorados. Um exemplo notável dessa mudança narrativa é a substituição, em vários países, do Dia de Colombo pelo Dia da Resistência Indígena, indicando uma mudança de perspectiva que não só valida a cultura indígena como reconhece o  genocídio indígena, contrapondo-se também à narrativa eurocêntrica do "descobrimento da América" por Cristóvão Colombo, sendo que a América já havia sido descoberta por outros humanos e já era habitada. Esse reenquadramento dos fatos não só modifica a nossa compreensão do passado, mas também tem efeitos diretos no presente, particularmente na formulação de políticas públicas. A tecnologia digital amplificou essa influência, com mídias sociais possibilitando debates e redefinições de construtos em tempo real.
É importante distinguir o construcionismo social do construtivismo social. O construcionismo social refere-se à construção coletiva de significados e a entendimentos compartilhados. Já o construtivismo social tem uma abordagem mais centrada no indivíduo e explora a maneira como cada pessoa processa, interpreta e compreende informações no seu contexto social, particularmente no decorrer de seu desenvolvimento e aprendizagem pessoais. A ênfase, nesse último caso, recai sobre a geração do conhecimento e da compreensão em nível individual, a partir das interações sociais e experiências de vida do sujeito.

## Constructo social
"Constructo"  deriva  do latim construere, que significa "amontoar, construir". O termo se refere a uma ideia ou conceito que é uma criação do entendimento humano, ao invés de ser uma característica inerente ou inata da realidade física. "Social", por sua vez, vem do latim socialis, que significa "relativo à sociedade ou aos seus membros". Assim, um "constructo social" é uma "construção" criada e desenvolvida dentro de um contexto social específico e não pode ser entendida se desvinculada desse contexto.
Diferentemente dos fenômenos determinados de forma inata ou biologicamente predeterminados, os constructos sociais são coletivamente formulados, sustentados e moldados pelos contextos sociais em que existem, e afetam significativamente tanto o comportamento quanto as percepções dos indivíduos. Muitas vezes são internalizados com base em narrativas culturais, sejam elas empiricamente verificáveis ou não. Nesse processo bidirecional de construção da realidade, os indivíduos não apenas interpretam e assimilam informações por meio de suas relações sociais, mas também contribuem para moldar as narrativas sociais existentes.
Exemplos de constructos sociais incluem, por exemplo, o valor atribuído ao dinheiro, as concepções de autoidentidade, padrões de beleza, gênero, raça, etnia, classe social, hierarquia social, nacionalidade, religião, as normas sociais, o calendário e outras unidades de tempo, casamento, educação, cidadania, estereótipos, feminilidade e masculinidade, instituições sociais e até mesmo a própria ideia de "constructo social". 
Esses constructos não são verdades universais, mas entidades flexíveis que podem variar drasticamente em diferentes culturas e sociedades. Elas surgem do consenso colaborativo e são moldadas e mantidas por meio de interações humanas coletivas, práticas culturais e crenças compartilhadas. Isso articula a visão de que as pessoas na sociedade constroem ideias ou conceitos que podem não existir sem a existência de pessoas ou linguagem para validar esses conceitos, o que significa que, sem uma sociedade, esses construtos deixariam de existir.

## Aplicações do construcionismo social
Na psicologia, o construcionismo social ajuda a entender como as estruturas sociais influenciam nossa percepção de fenômenos psicológicos, desde emoções até doenças mentais. Além disso, a teoria serve como um fundamento para o ativismo social e a crítica. Ele permite aos ativistas questionar "verdades" aceitas e trabalhar para desconstruir estruturas sociais discriminatórias. Ferramentas como o "questionamento socrático" são utilizadas para desafiar ideias pré-concebidas e crenças profundamente arraigadas, muitas das quais são formadas e sustentadas por construtos sociais.
No campo jurídico, a compreensão do construcionismo social é crucial para o ativismo judicial e a reforma das leis, como demonstrado pela inclusão do casamento entre pessoas do mesmo sexo na legislação de muitos países.